# Schiffswerft Gebr. Kolb
Schiffswerft Gebr. Kolb is een scheepswerf (zonder droogzetinstallatie) in Briedern in de Duitse deelstaat Rijnland-Palts. De werf is onderdeel van rederij Personenschifffahrt Gebr. Kolb.

## Algemene informatie
- De scheepswerf ligt dicht bij het hoofdkantoor van de rederij.
- Ze onderhouden hun eigen schepen in de scheepswerf.
- Afbouwwerf van de Treis-Karden.

## Infrastructuur
- 3 aanlegplaatsen
  - 2 grotere aanlegplaatsen voor onderhoud.
  - 1 kleine aanlegplaats (functie niet gekend, vermoedelijk voor onderhoud).